# Centre québécois de recherche sur la gestion de l'eau
Le Centre québécois de recherche sur la gestion de l'eau, mieux connu sous son acronyme CentrEau, est un groupe de recherche interdisciplinaire en gestion de l’eau continentale.

## Description
CentrEau est financé par le FQRNT. Le siège social est à l’Université Laval, mais, ses membres proviennent de 12 établissements d’enseignement différents.  L’origine du centre remonte à 1969 à l’Université Laval où fut créé le Centre de recherches sur l'eau (CENTREAU) qui sera actif jusqu’au milieu des années 1980. La création d’un programme d'études en génie des eaux au département de génie civil, conjointement à la constatation de l’ampleur de la recherche sur le thème de l’eau dans l’établissement, a motivé la décision de remettre sur pied le centre de recherche en 2015. Par la suite, considérant le besoin d’un groupe fédérateur sur le sujet dans la province, on accorda au centre le statut de regroupement stratégique.